# Camino de El Salvador
El Camino de El Salvador, Camino de San Salvador, Camino Real o Ruta Jacobea Real es el que a lo largo de los siglos han tomado muchos peregrinos que conducían sus pasos hacia Santiago de Compostela por el Camino de Santiago Francés y al llegar a León se desviaban de la ruta para hacer parada en la venerada Catedral de San Salvador en Oviedo. Desde allí, podían continuar camino a la ciudad del Apóstol bien por el Camino de Santiago de la Costa, bien por la Ruta Jacobea Primitiva.
Oviedo fue una de las estaciones de paso cuando las peregrinaciones jacobeas estaban en sus albores, y su catedral, dedicada a El Salvador, templo de obligada visita para los cristianos devotos. Hasta tal punto llegó la importancia religiosa de este templo que, a pesar de crecer en popularidad la ruta de los franceses, muchos peregrinos, obedeciendo a la tradicional canción francesa, se desviaban de la ruta que llevaban para no caer en el error de "visitar al siervo y no al señor".
Este trazado coincide con parte del Sendero de Gran Recorrido GR-100 (Ruta de la Vía de la Plata), que va de Gijón a Sevilla y que incluye el Camino de Santiago de la Plata entre Sevilla y Astorga.

## Trazado de la ruta

### Ruta principal
| Municipio                            | Provincia | A Santiago (km) | Web      |
| ------------------------------------ | --------- | --------------- | -------- |
| León                                 | León      | 441             |          |
| Carbajal de la Legua (Sariegos)      | León      | 433             |          |
| Cabanillas (Cuadros)                 | León      | 424             |          |
| La Robla                             | León      | 415             |          |
| Puente de Alba (La Robla)            | León      | 412             |          |
| Nocedo de Gordón (La Pola de Gordón) | León      | 409             |          |
| La Pola de Gordón                    | León      | 405             |          |
| Beberino (La Pola de Gordón)         | León      | 404             |          |
| Buiza (La Pola de Gordón)            | León      | 401             |          |
| Villasimpliz (La Pola de Gordón)     | León      | 398             |          |
| Rodiezmo (Villamanín)                | León      | 394             |          |
| Villamanín de la Tercia              | León      | 392             |          |
| Villanueva de la Tercia (Villamanín) | León      | 388             |          |
| Busdongo (La Tercia)                 | León      | 384             |          |
| Arbas del Puerto (Villamanín)        | León      | 383             |          |
| Pajares (Lena)                       | Asturias  | 377             |          |
| Flor de Acebos (Lena)                | Asturias  | 373             |          |
| Romía (Lena)                         | Asturias  | 369             |          |
| Navedo (Lena)                        | Asturias  | 368             |          |
| Puente de los Fierros (Lena)         | Asturias  | 366             |          |
| Herías (Lena)                        | Asturias  | 361             |          |
| Campomanes (Lena)                    | Asturias  | 361             |          |
| Pola de Lena (Lena)                  | Asturias  | 354             | 34&mn =2 |
| Villallana (Lena)                    | Asturias  | 350             |          |
| Ujo (Mieres)                         | Asturias  | 350             |          |
| Mieres del Camino (Mieres)           | Asturias  | 340             |          |
| La Peña (Mieres)                     | Asturias  | 339             |          |
| Rebollada (Mieres)                   | Asturias  | 336             |          |
| Casares (Olloniego)                  | Asturias  | 332             |          |
| Olloniego (Oviedo)                   | Asturias  | 329             |          |
| Oviedo/Uvieu                         | Asturias  | 319             |          |

### Ruta alternativa por Poladura de la Tercia
| Municipio                          | Provincia | A Santiago (km) | Web |
| ---------------------------------- | --------- | --------------- | --- |
| Buiza (La Pola de Gordón)          | León      | 413             |     |
| Poladura de la Tercia (Villamanín) | León      | 403             |     |
| Arbas del Puerto (Villamanín)      | León      | 394             |     |

### Ruta alternativa por San Miguel del Río
| Municipio                    | Provincia | A Santiago (km) | Web |
| ---------------------------- | --------- | --------------- | --- |
| Pajares/Payares (Lena)       | Asturias  | 386             |     |
| San Miguel del Río (Lena)    | Asturias  | 384             |     |
| Santa Marina (Lena)          | Asturias  | 383             |     |
| Llanos de Somerón (Lena)     | Asturias  | 380             |     |
| Puente de los Fierros (Lena) | Asturias  | 376             |     |

## Patrimonio de la ruta
Sin ser una ruta de extrema longitud, el patrimonio que guarda para el peregrino esta histórica vía de comunicación es de extraordinario valor tanto monumental como paisajístico.

### Patrimonio natural y paisajístico
- Atravesar la Cordillera Cantábrica por el Puerto de Pajares es una dura empresa que se ve recompensada por los inigualables paisajes que la alta montaña astur-leonesa ofrece al viajero.

### Patrimonio artístico y monumental
- No está exenta esta ruta de notables monumentos religiosos fruto y objetivo de la histórica tradición peregrina por su trazado. Algunas de estas obras arquitectónicas son:
  - Catedral de Santa María en León.
  - Catedral de San Salvador en Oviedo.
  - Basílica de San Isidoro en León.
  - Colegiata de Santa María de Arbas en Arbas del Puerto (León).
  - Cámara Santa en Oviedo.
  - Monasterio de San Vicente en Oviedo.
  - Santa Cristina de Lena en Palacio-Felgueras (Lena).
  - Iglesia de San Martín en Pola de Lena
  - Iglesia de San Juan en Mieres del Camino.
  - Iglesia de San Pelayo en Olloniego.
  - Iglesia de San Julián de los Prados en Oviedo.
  - Iglesia de San Tirso en Oviedo.
  - Iglesia de Santa María del Naranco en Oviedo.
  - Iglesia de Santolaya en Uxo.
  - Capilla de la Balesquida en Oviedo.
  - Capilla de San Miguel de Lillo en Oviedo.
- Pero además, numerosas construcciones civiles enriquecen el patrimonio monumental que hace merecer la pena tomar este camino cuando se peregrina a Santiago de Compostela:
  - Casona de Llanes-Posada en Campomanes.
  - Palacio de Revillagigedo en Campomanes.
  - Casa Botines en León.
  - Palacio de los Guzmanes en León.
  - Torre Muñiz en Olloniego.
  - Palacio Bernaldo de Quirós en Olloniego.
  - Casa del Deán Payarinos en Oviedo.
  - Palacio de Velarde en Oviedo.
  - Casa natal de Vital Aza en Pola de Lena.
  - Ayuntamiento en León.
  - Ayuntamiento en Mieres del Camino.
  - Antigua Prisión Provincial de Asturias en Oviedo.
  - Puente romano en Campomanes.
  - Puente de San Marcos en León.
  - Hostal de San Marcos en León.
  - Puente Viejo en Olloniego.
  - Hospital de Peregrinos en Olloniego.
  - Fuente de Foncalada en Oviedo.
  - Acueducto de los Pilares en Oviedo.
  - Estación de esquí Valgrande-Pajares en Pajares.
- Como es habitual en poblaciones de tal antigüedad como las recorridas en este trazado, los vestigios de fortificaciones, tan útiles para la defensa de los asentamientos humanos históricos, forman parte también del patrimonio monumental que puede visitarse. Entre los ejemplos más significativos:
  - Ruinas del Castillo de Alba en La Robla.
  - Recinto amurallado en León.
  - Ruinas del Castillo de Tudela en Olloniego.
  - Muralla medieval en Oviedo.

### Patrimonio cultural y popular
- La antigüedad de las poblaciones regiones tiene como resultado un rico conjunto de manifestaciones folclóricas y populares que a lo largo de los siglos han dado lugar a un variado y curioso patrimonio:
  - Entierro de Genarín en León.
  - Semana Santa en León.
  - Día de América en Asturias en Oviedo.
  - Fiesta del Corderu en Pola de Lena.
- Como colofón a esta histórica riqueza cultural es imprescindible recordar que en Oviedo se entregan unos de los más importantes galardones de ámbito internacional, los Premios Príncipe de Asturias.
- Asociada a la Catedral de León, la lLeyenda del Topo es una de las más curiosas tradiciones populares de estas tierras.
- La importancia histórica y actual de muchos de estos asentamientos y localidades posibilita la existencia de varios de los museos más interesantes de la península ibérica. Como muestra:
  - Museo de León en León.
  - Museo de Arte Contemporáneo de Castilla y León en León.
  - Museo Diocesano en León.
  - Museo Arqueológico de Asturias en Oviedo.
  - Museo de Bellas Artes de Asturias en Oviedo.
  - Museo Diocesano en Oviedo.
- Las Universidades de León y Oviedo apuntalan desde su creación la riqueza cultural de que hace gala esta región.

### Galería de imágenes

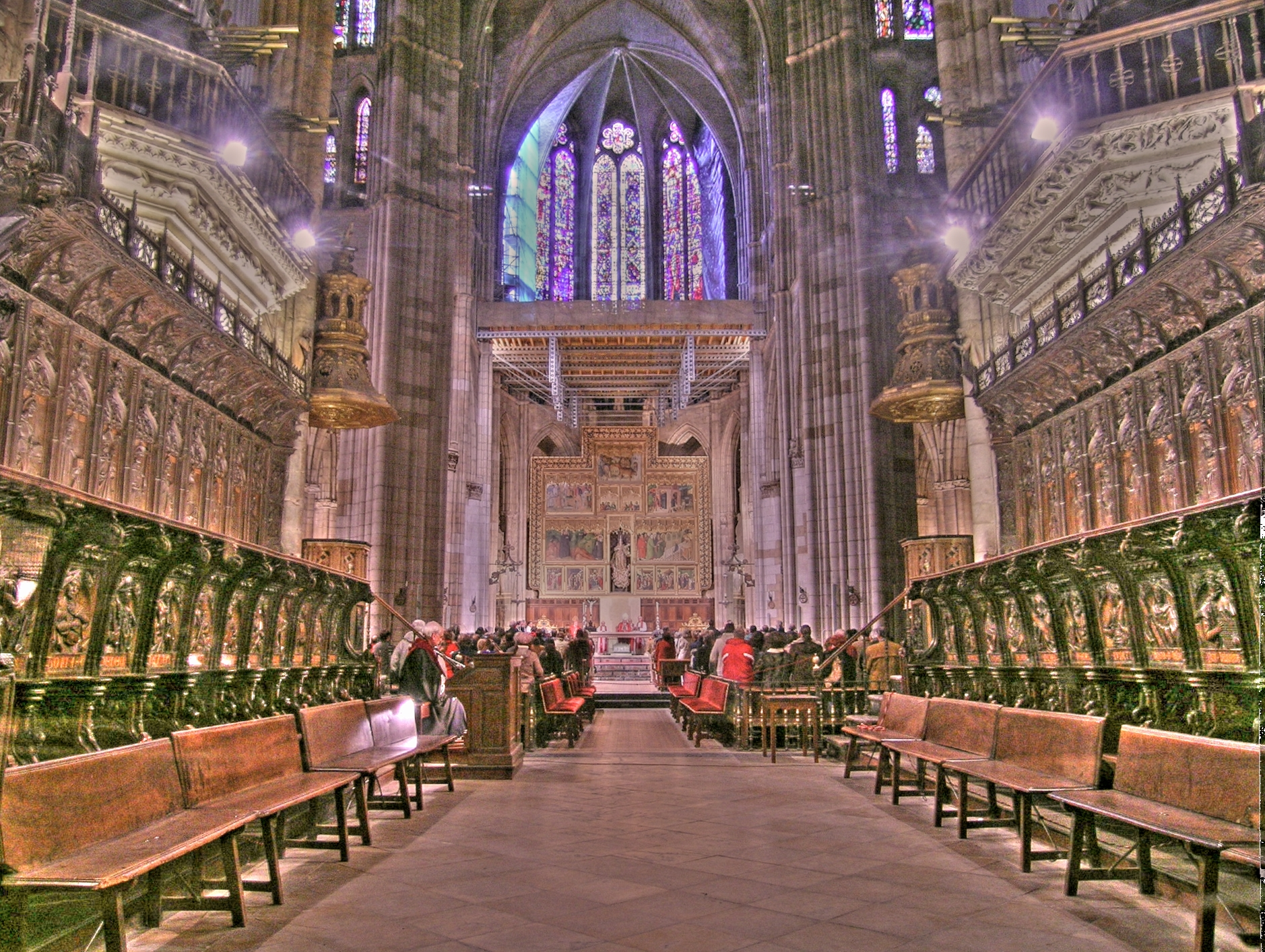
Interior de la Catedral de León
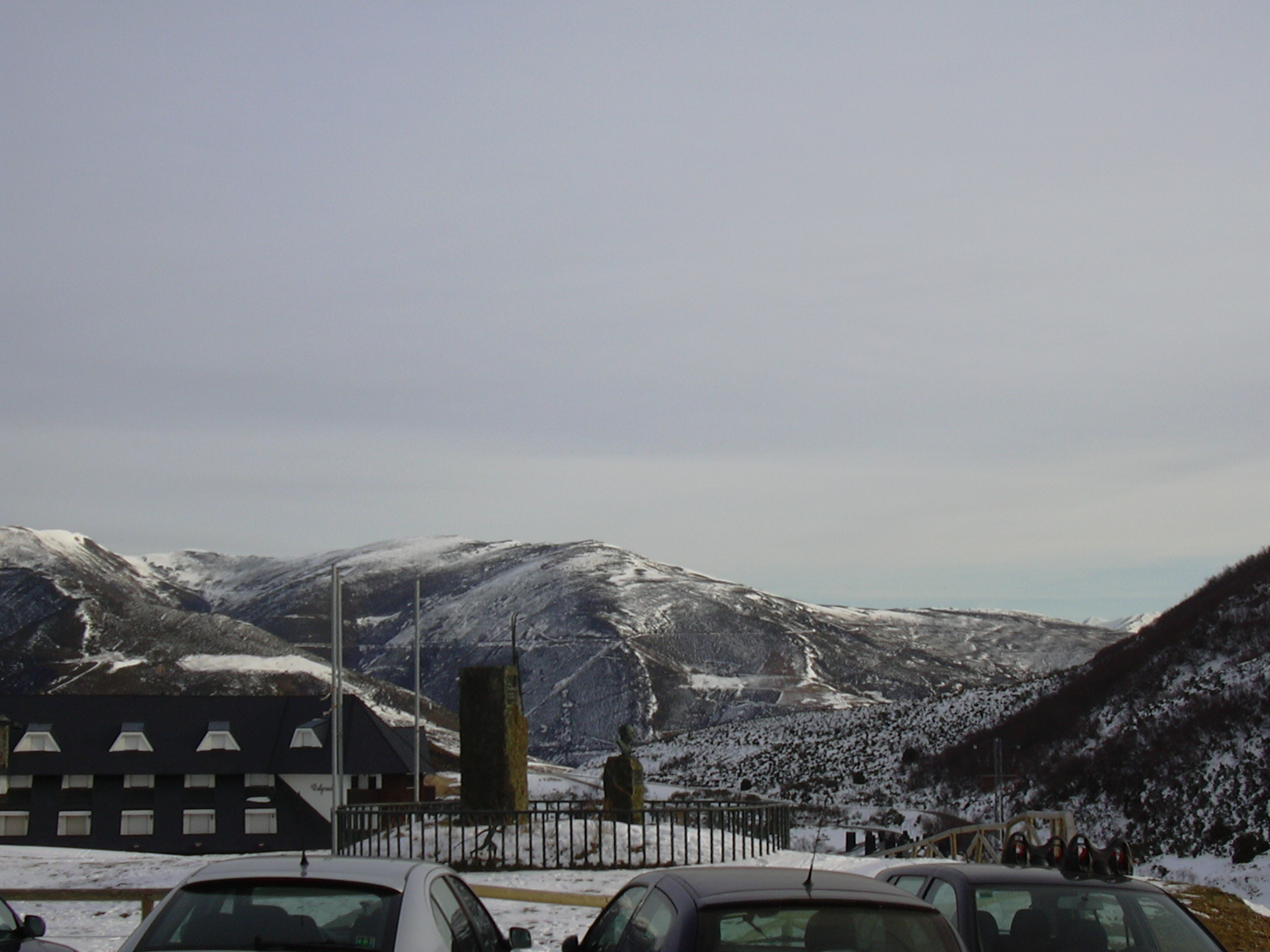
Puerto de Pajares
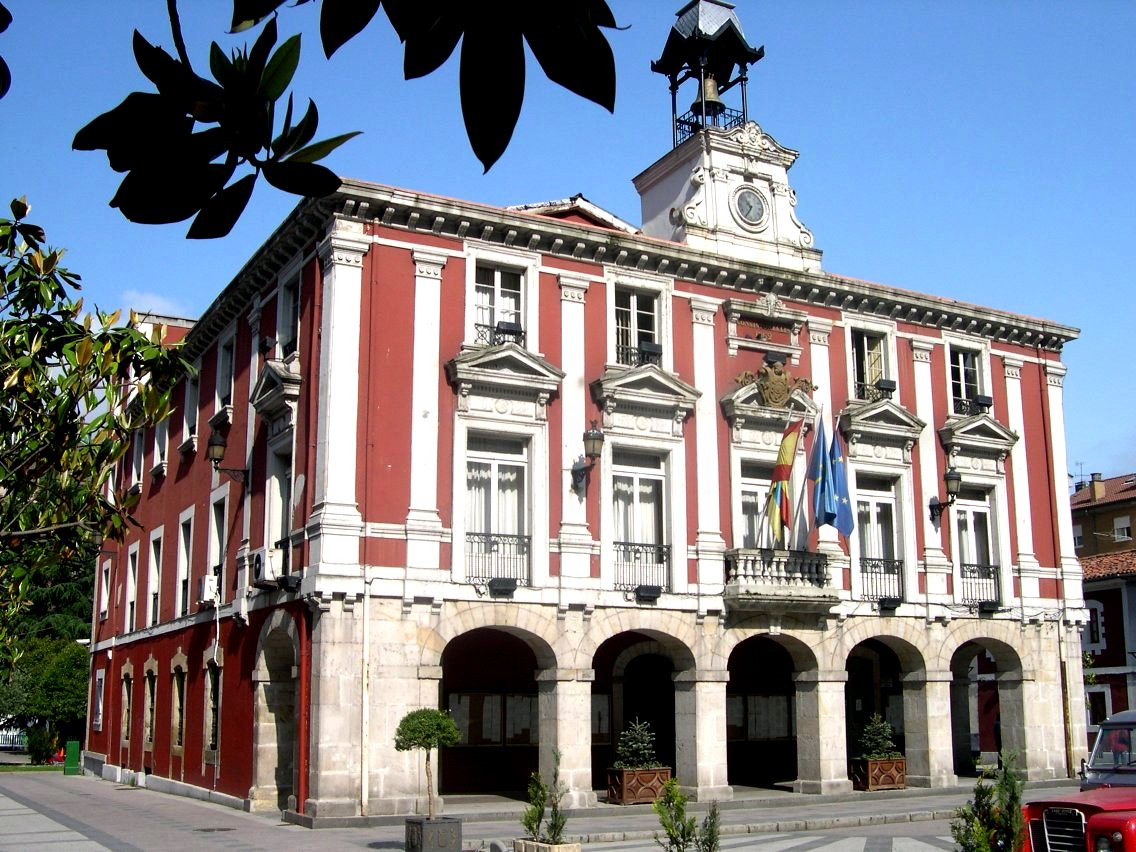
Ayuntamiento de Mieres en Mieres del Camino
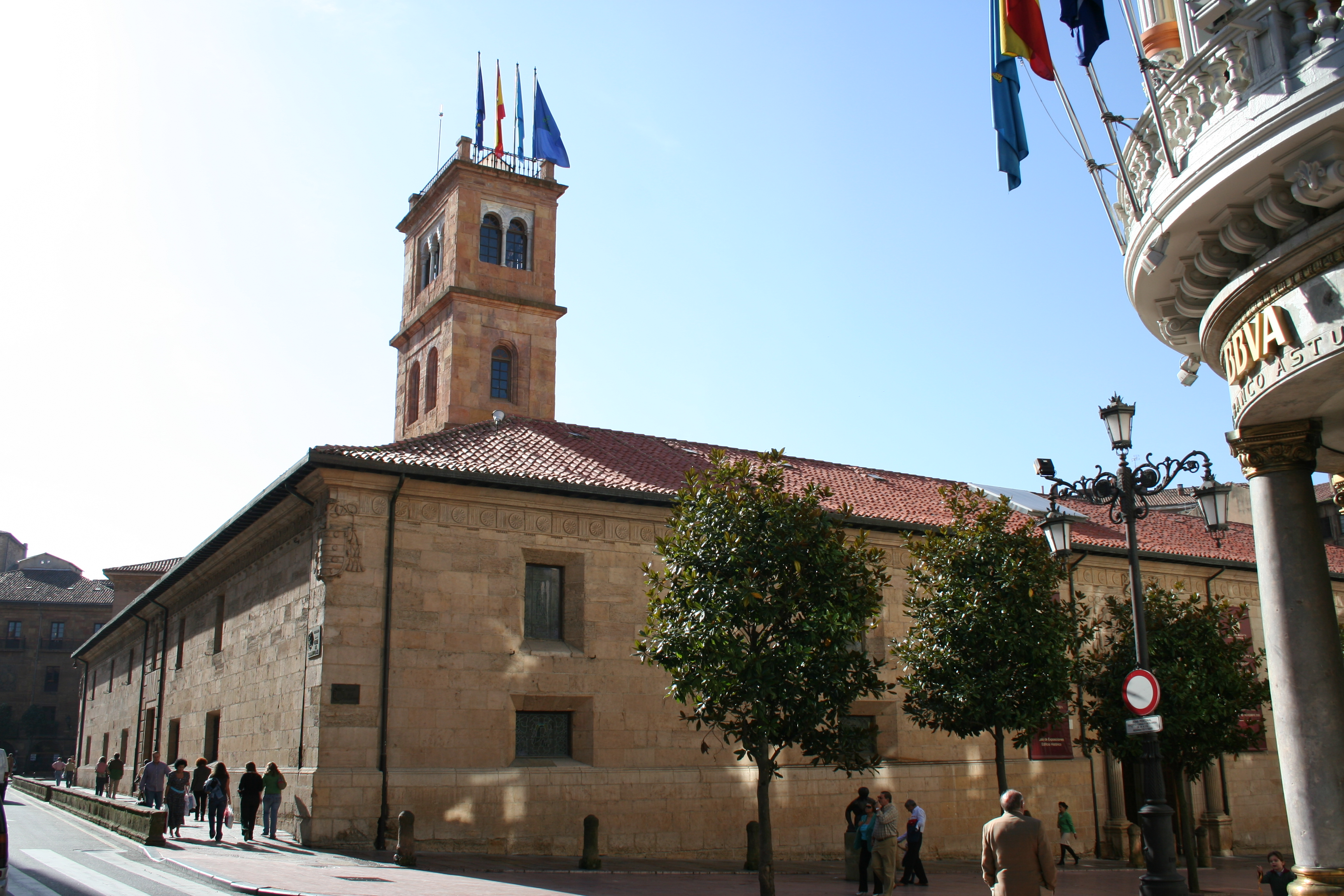
Universidad de Oviedo

### Guías y ayudas de peregrino
- Carlos Mencos, "El Camino del Norte, Primitivo y Salvador". (2009) ISBN 978-84-613-3035-5.
- De León a Santiago de Compostela por San Salvador de Oviedo. Asociación Astur-Leonesa de Amigos del Camino de Santiago. 2000
- El Camino de Santiago por Asturias. Consejería de Educación del Principado de Asturias. 1994
- Guía del Camino Primitivo. Asociación de Amigos del Camino de Santiago Astur-Galaico del Interior

## Saber más
Este artículo es una ampliación de los Caminos de Santiago en España.